# Helt ind til benet (film)
|  | Denne artikel er oprettet af botten Steenthbot ud fra en ekstern database. Den kan derfor have sproglige fejl eller mangler. Denne skabelon kan fjernes efter kontrol af indholdet. |

Helt ind til benet er en dansk kortfilm fra 1979 instrueret af Claus Ørsted og efter manuskript af Claus Ørsted og Carsten Fälling.

## Handling
Generelt arbejdsmiljøproblem belyst ved en enkelt arbejdsulykke på et slagteri.

## Medvirkende
- Tommy Kenter
- Lene Larsen
- Lene Vasegaard
- Lars Knutzon
- Jørn Faurschou
- Gyrd Løfquist